# Křižák čtyřskvrnný
Křižák čtyřskvrný (Araneus quadratus) je druh pavouka z čeledi křižákovití.

## Popis
Samice dorůstají délky 14–20 mm a největších rozměrů dosahují, když jsou gravidní. Samci jsou výrazně menší, dorůstají délky 7–11 mm.
Hlavohruď je hnědá nebo žlutošedá s tmavším okrajem a širokým tmavým proužkem uprostřed. Povrch hlavohrudi je poměrně hustě pokryt bílými chloupky. Zadeček samice je okrouhlý a mírně zploštělý. Zbarvení zadečku je značně variabilní (samice navíc dokážou své zbarvení měnit) a pohybuje se v různých odstínech žluté, šedozelené, oranžové, červené a hnědé. Na zadečku se vždy nachází čtyři bílé skvrny, které spolu tvoří lichoběžník (důležitý určovací znak tohoto druhu) a další, menší bílé skvrnky, které jsou většinou seřazeny do podélného středního proužku a po obvodu zadečku. Někdy mohou skvrnky tvořit příčné proužky od velkých skvrn lichoběžníku, které tak tvoří s podélným proužkem kříž. U velmi světlých jedinců nemusí být bílé skvrny patrné. Zadeček samce je úzký a méně výrazně zbarvený než zadeček samice. Nohy jsou světlé s příčným tmavým kroužkováním.
Záměna je možná s podobně zbarveným jedincem křižáka mramorovaného (Araneus marmoreus), od kterého jej lze odlišit podle kopulačních orgánů.

## Rozšíření
Jedná se o palearktický druh s rozšířením v mírném pásu Evropy a Asie. V České republice je velmi hojný po celém území.

## Výskyt
Křižák čtyřskvrnný obývá všechny otevřené nelesní biotopy do nadmořské výšky cca 2000 m. bez ohledu na vlhkost. Vyskytuje se zejména na vlhkých loukách s vysokými bylinami, porostlých březích řek, pastvinách a okrajích lesů a cest. S dospělci se můžeme nejčastěji setkat od srpna do října. Kvůli svému výskytu v pozdním létě je tento druh citlivý na strojní sečení luk v tomto období.

## Způsob života a vývoj
Spřádá velké kruhové pavučiny s menším počtem radikálních paprsků na vysokých bylinách, obvykle asi 50 cm nad zemí. Přes den se pavouk skrývá v úkrytu spředeném z hustých vláken a částí rostlin poblíž sítě. Tento úkryt je spojen s pavučinou signálním vláknem, kterým křižák vnímá vibrace způsobené kořistí zachycenou v síti. Ráno a večer lze pavouka zastihnout sedícího uprostřed sítě. Podobně jako u křižáka pruhovaného tvoří většinu potravy křižáka čtyřskvrnného kobylky, které se zachytí do sítě. Samice dokážou aktivně měnit své zbarvení podle povrchu, na kterém se nacházejí. Tato proměna trvá asi tři dny.
Námluvy probíhají téměř stejně jako u křižáka obecného, kdy se samec snaží získat pozornost samice škubáním za signální vlákno v určitém rytmu, ale samci tohoto druhu jsou v namlouvání méně vytrvalí a dříve se stahují při neochotě samice. Samice po kopulaci vytvoří kokon, který upevní na bylinný porost a vloží do něj vajíčka. Vývoj je jednoletý, mláďata přezimují v kokonu, líhnou se na jaře a koncem léta dospívají.

## Galerie

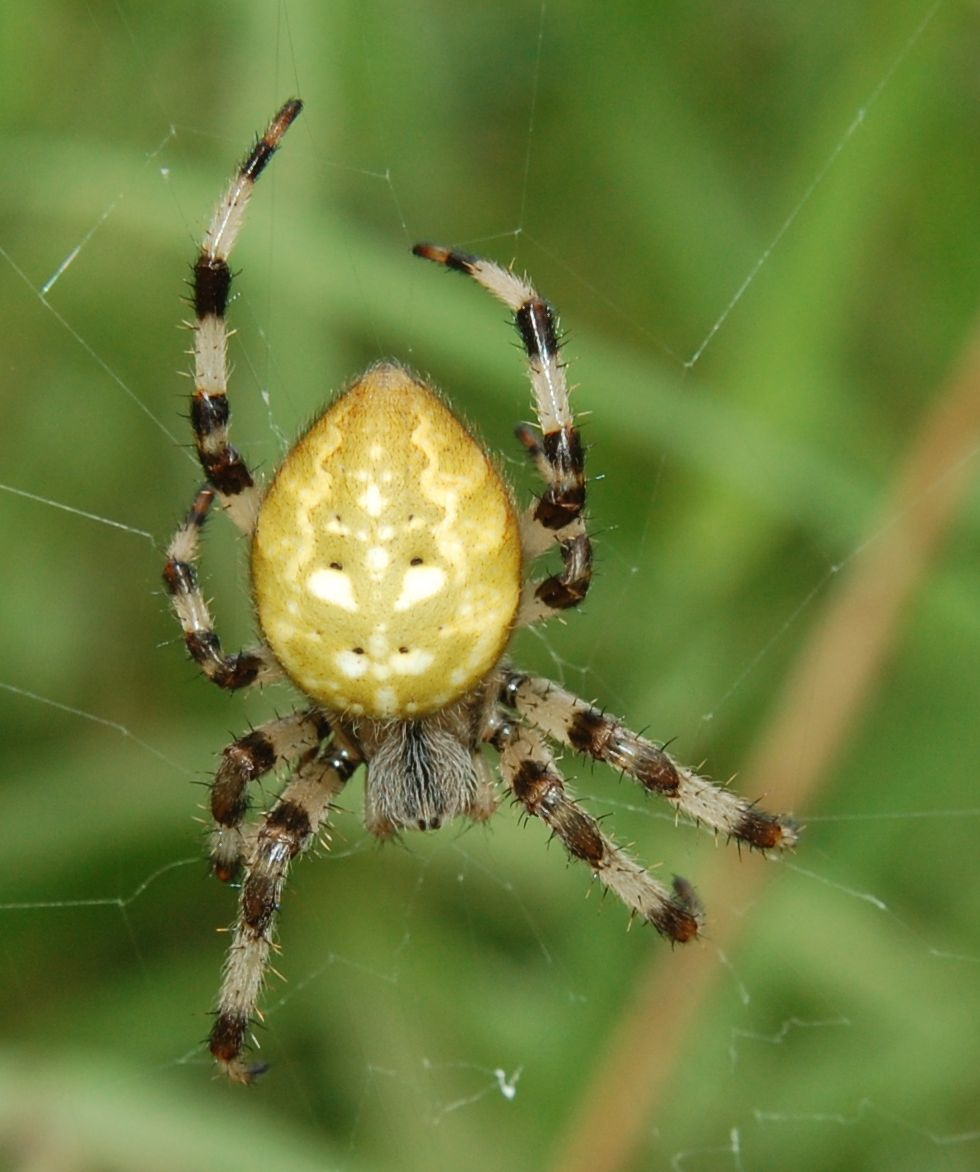
Žlutě zbarvená samice
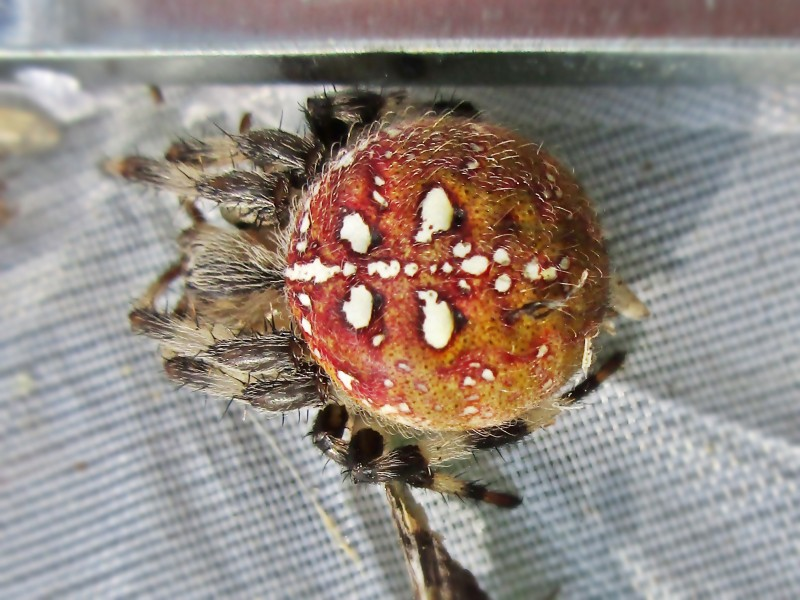
Červenožlutě zbarvená samice
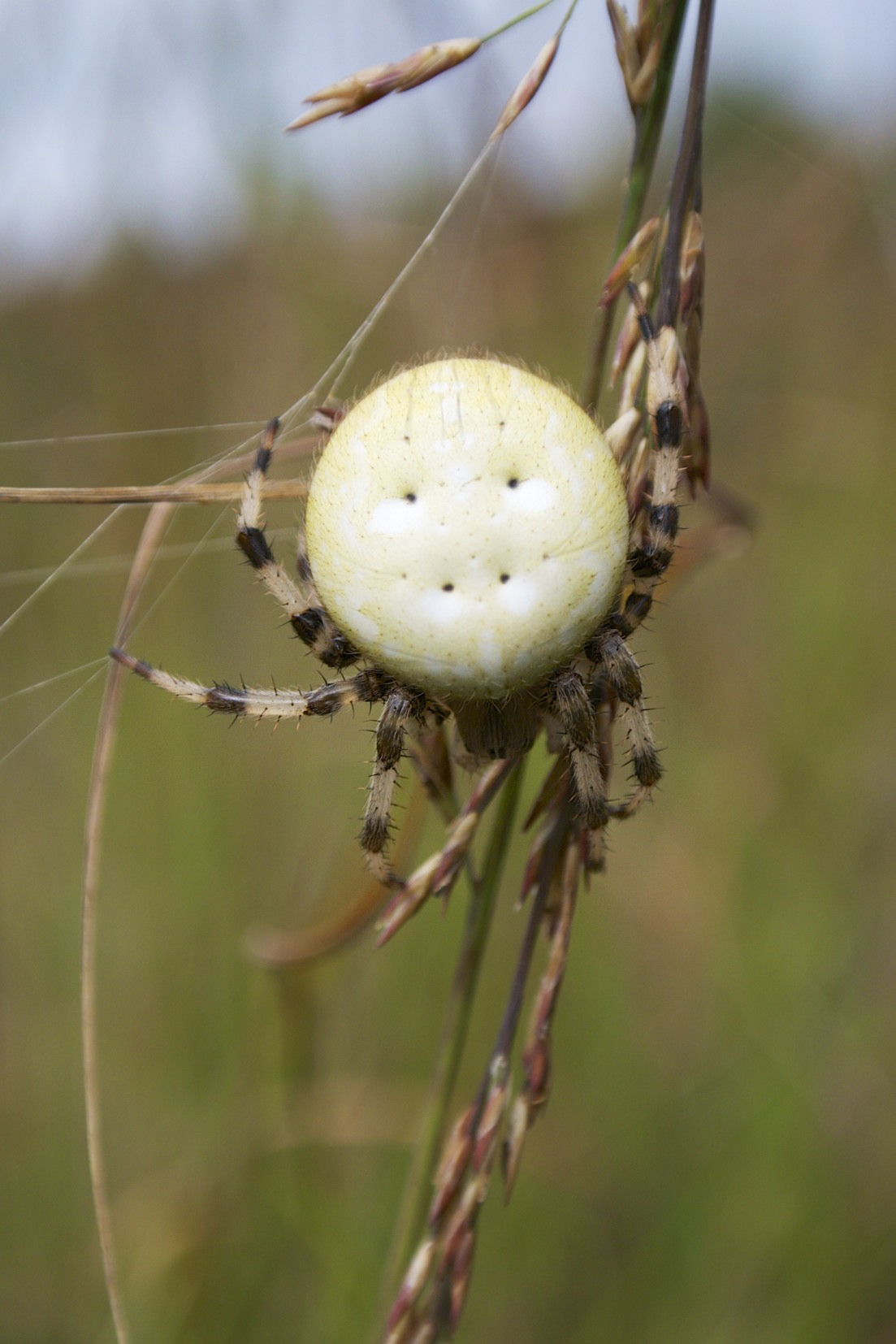
Velmi světle zbarvená samice
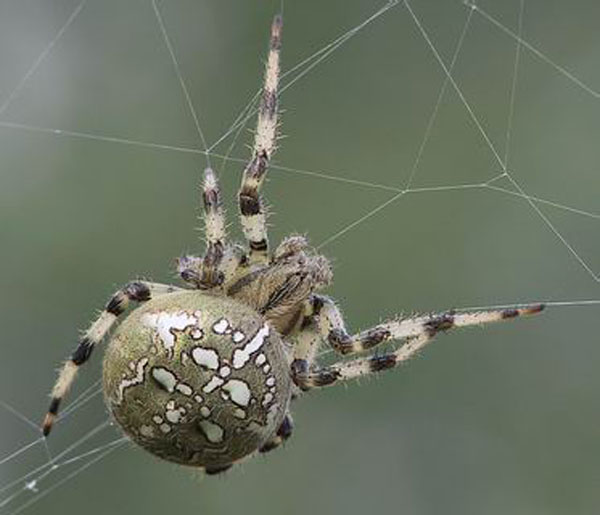
Zelenavě zbarvená samice
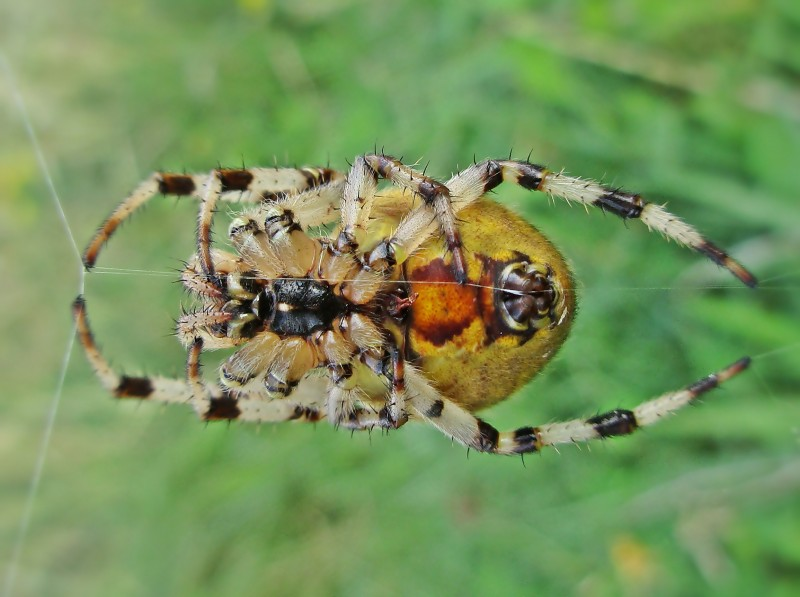
Samice zespodu
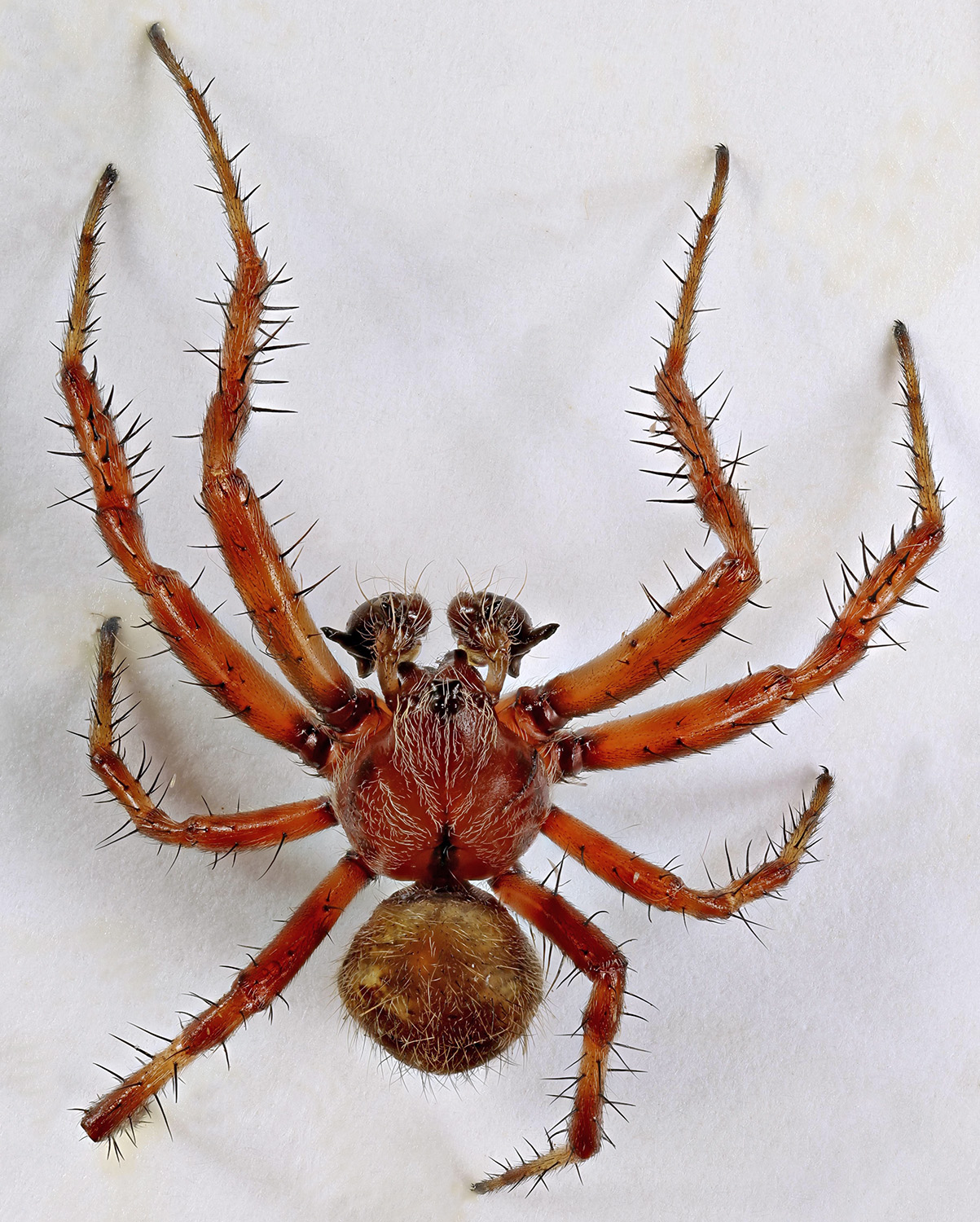
Samec
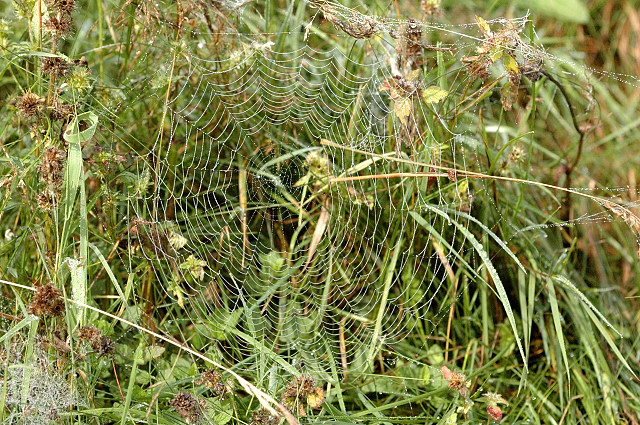
Pavučina křižáka čtyřskvrnného
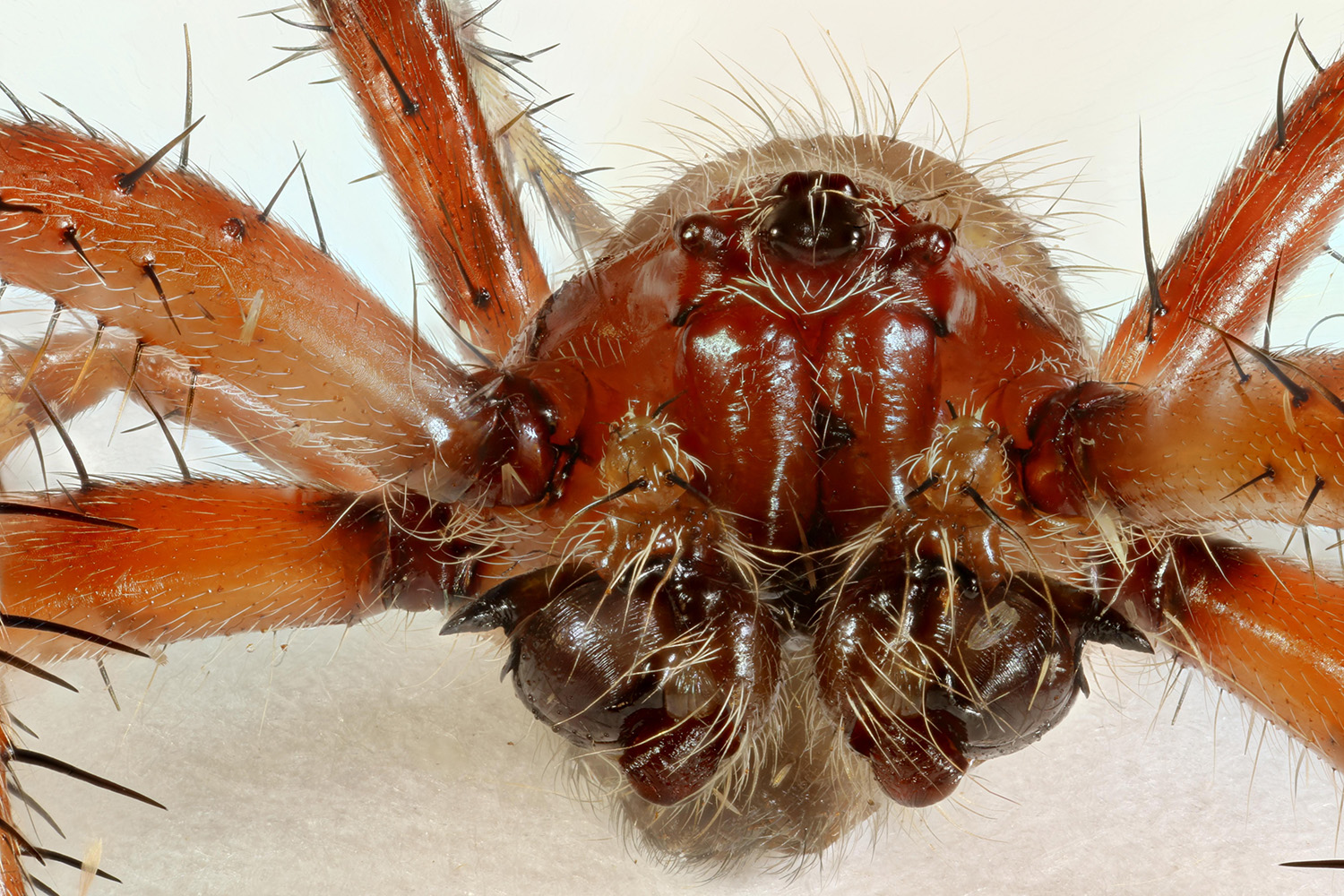
Čelní pohled na samce křižáka čtyřskvrnného